# 진에어 그린윙스
진에어 그린윙스(JIN AIR GREENWINGS)는 대한민국의 전 스타크래프트 II, 리그 오브 레전드 프로게임단으로 2011년 스타크래프트 프로게임단 창단을 시작으로 2012년에는 리그 오브 레전드 프로게임단이 창단되었다.

## 역사

### 게임단 창단의 의의
10-11시즌을 끝으로 3개 프로게임단(위메이드 폭스, 화승 OZ, MBC게임 히어로)이 해체되면서 당시 해체 게임단의 주력 선수들로 구성된 제8프로게임단이 창단되었다. 이후 제8프로게임단은 협회가 위탁운영하기로 결정하였는데 위탁 운영을 결정한 이유는 보다 많은 선수들이 계속해서 프로게이머로서 활동할 수 있는 기회를 보장하기 위한 대의적 목적과 아울러 프로리그를 보다 안정적으로 이끌어나가기 위해서였다.

### 2012년 시즌
2012 시즌을 앞두고 OGN 엔투스의 프로토스 진영화와 전 MBC게임의 저그 김민규를 영입하였으며 T1의 코치인 차지훈(현 감독)을 영입하며 전력을 보강하였다. 한편으로는 전 시즌에 활약이 다소 미흡했던 박준오가 프로게이머를 은퇴하여 팀을 떠났으며 그 공백을 메우기 위해 BATOO 스타리그 08-09 4강 진출자인 SouL의 저그 조일장을 영입했다. 그리고 SK플래닛 스타크래프트 프로리그 시즌 1에서는 정규 시즌 7위에 그치며 포스트시즌 진출에 실패했고 SK플래닛 스타크래프트 프로리그 시즌2에서는 전 시즌에 다소 부진했던 염보성, 전태양과 OGN에서 이적한 진영화의 활약이 돋보이며 창단 첫 포스트시즌 티켓을 손에 넣었다. 그러나 2012년 8월 25일 경기 후 OGN과 승점이 동일했으나 그 경기 당일날 지각에 따른 벌점 1점을 부여받으며 3위로 준플레이오프부터 치뤄야만 했다. 그리고 T1과의 준플레이오프에서 스타1 우승자 출신 정명훈과 스타2 우승자 출신 정윤종을 상대로 승리하고도 세트스코어 0-2로 완패를 당하며 플레이오프 진출에 실패했다.

### 12-13 시즌 이후
제8프로게임단은 창단 첫해 전체적으로 나름 선전하였지만 프로토스 라인의 아쉬운 성적과 염보성의 프로토스전 부진으로 인해 포스트시즌 진출에는 아쉽게 실패하였다. 2012 시즌 이후 진영화와 박수범이 개인방송을 시작하면서 사실상 은퇴했고 염보성이 해외 프로게임단 팀 리퀴드로 이적했다. 그리고 그 공백을 메우기 위해 2012년 11월 1일 T1 소속이던 방태수를 영입했으며 2012년 12월 이제동이 1년간 임대하는 조건으로 이블 지니어스로 이적하면서 결국 전력의 손실을 극복하지 못하고 SK플래닛 스타크래프트 II 프로리그 12-13에서는 8개팀 가운데 7위에 그치며 포스트시즌에 진출하지 못했다. 이후 2013년 7월 10일 진에어와 프로게임단 네이밍 라이트(명명권) 후원식을 체결했으며 후원식 당시에는 1년간 진에어 그린윙스라는 명칭을 사용하기로 되어 있었지만 이후에도 지금까지 계속 이 명칭이 사용되고 있다. 또한 LCK 서머 2013에서 활동 중이던 HGD팀과 ESG팀을 영입하며 리그 오브 레전드 종목을 신설하였고 여기에 전 웅진 스타즈의 프로토스 김유진과 전 프라임의 테란 조성주까지 영입하면서 전력보강을 마쳤는데 참고로 김유진과 조성주는 모두 우승자 출신이기도 하다. 이후 2014 시즌에서는 준우승을 차지했고 2015 시즌에서는 준플레이오프에 머물렀지만 2016 시즌 마지막 프로리그에서는 팀 창단 후 처음이자 마지막 통합 우승을 차지했지만 이후 재정적인 어려움이 겹치며 2020년 11월 30일 창단 8년만에 해체를 전격 결정했다.

### LoL팀 창단 이후
2012년 창단 이래 IEM 시즌 7 쾰른 우승, IEM 시즌 7 월드 챔피언십 4강, 3번의 NLB 4강 진출, 리그 오브 레전드 챌린저스 코리아 서머 2015 리그 2 우승, LCK 스프링 2015와 LCK 스프링 2016 준플레이오프 진출 등의 성과를 거두었으나 이후 성적은 점점 바닥을 치기 시작했고 결국 LCK 스프링 2020 승강전에서 설해원 프린스와 한화생명 e스포츠에 패하면서 4년만에 챌린저스 강등의 고배를 마셨다. 챌린저스로 강등된 이후 CK 스프링 2020에서도 7위에 그치며 CK 승강전으로 떨어졌으나 CK 서머 2020 승강전에서 아마추어팀인 이랩 EXP에 3-0 압승을 거두며 CK 잔류에 성공했고 CK 서머 2020에서는 전 시즌과는 전혀 다른 완벽한 경기 운영으로 12승 2패의 압도적인 성적을 기록하면서 정규시즌 1위로 결승 직행을 확정지었다. 비록 결승에서 정규시즌 2번의 경기에서 모두 이긴 어썸 스피어에 0-3으로 완패를 당하며 마지막 챌린저스 우승의 문턱에서 분루를 삼켰지만 차지훈 감독은 정규시즌 1위로 결승 직행을 이끈 공로를 인정받아 챌린저스 서머 2020 베스트 코치에 선정됐고 결승 진출에 공헌한 이상욱, 엄성현, 이찬주는 결승전 MVP인 어썸 스피어의 이채환과 함께 올-챌린저스 1번째팀에 이름을 올리는 기염을 토했다. 그러나 2021년부터 시작되는 LCK 프랜차이즈 우선 협상 10팀 안에 들지 못하면서 LCK 출전이 더 이상 불가능해졌고 결국 2020년 11월 17일 LoL 프로게임단은 창단 8년만에 역사 속으로 사라졌다.

## 게임단 연혁

### 스타크래프트, 스타크래프트 II
- 2011년 11월 4일 주훈을 감독으로, 한상용을 코칭스태프로 임명하고 종족별 상위랭커를 포함한 9명의 선수 지명. 제8프로게임단 창단.
- 2012년 9월 2일 SK플래닛 스타크래프트Ⅱ 프로리그 시즌2 3위.
- 2013년 7월 10일 진에어와 프로게임단 네이밍 라이트 후원식 체결, 진에어 그린윙스 출범.
- 2013년 10월 1일 차지훈감독 선임.
- 2014년 2월 9일 SK텔레콤 스타크래프트 II 프로리그 2014 1라운드 4위
- 2014년 4월 1일 SK텔레콤 스타크래프트 II 프로리그 2014 2라운드 우승
- 2014년 5월 17일 SK텔레콤 스타크래프트 II 프로리그 2014 3라운드 4위
- 2014년 7월 8일 SK텔레콤 스타크래프트 II 프로리그 2014 4라운드 우승
- 2014년 7월 29일 SK텔레콤 스타크래프트 II 프로리그 2014 통합 공동 3위
- 2015년 2월 14일 SK텔레콤 스타크래프트 II 프로리그 2015 1라운드 준우승
- 2015년 4월 25일 SK텔레콤 스타크래프트 II 프로리그 2015 2라운드 준우승
- 2015년 7월 4일 SK텔레콤 스타크래프트 II 프로리그 2015 3라운드 준우승
- 2015년 10월 10일 SK텔레콤 스타크래프트 II 프로리그 2015 통합 준우승
- 2016년 3월 26일 SK텔레콤 스타크래프트 II 프로리그 2016 1라운드 준우승
- 2016년 5월 21일 SK텔레콤 스타크래프트 II 프로리그 2016 2라운드 우승
- 2016년 7월 31일 SK텔레콤 스타크래프트 II 프로리그 2016 3라운드 우승
- 2016년 9월 3일 SK텔레콤 스타크래프트 II 프로리그 2016 통합 우승[2]

## 제8프로게임단 입단 당시 선수 지명 결과
- 해체된 팀 기준

| 선수 이름             | 종족    | 이전 팀        |
| --------------------- | ------- | -------------- |
| 스타크래프트 1군 소속 |         |                |
| 이제동                | Zerg    | 화승 OZ        |
| 염보성                | Terran  | MBC게임 히어로 |
| 전태양                | Terran  | 위메이드 폭스  |
| 박준오                | Zerg    | 화승 OZ        |
| 김재훈                | Protoss | MBC게임 히어로 |
| 박수범                | Protoss | MBC게임 히어로 |
| 하재상                | Protoss | MBC게임 히어로 |
| 김도욱                | Terran  | 화승 OZ        |
| 이병렬                | Zerg    | 화승 OZ        |

## 역대 성적

### 프로리그
- SK플래닛 스타크래프트 프로리그 시즌 1 7위
- SK플래닛 스타크래프트 II 프로리그 시즌 2 4위
- SK플래닛 스타크래프트 II 프로리그 12-13 7위
- SK텔레콤 스타크래프트 II 프로리그 2014 3위
- SK텔레콤 스타크래프트 II 프로리그 2015 준우승
- SK텔레콤 스타크래프트 II 프로리그 2016 우승

### 리그 오브 레전드

#### 진에어 그린윙스 스텔스
- 2013년 실내 무도 아시안 게임 한국대표선발전 준우승
- 올림푸스 리그 오브 레전드 챔피언스 스프링 2013 12강
- 이엠텍 나이스게임TV 리그 오브 레전드 배틀 스프링 2013 8강
- LoL AMD 프로팀 최강전 조별리그
- 핫식스 리그 오브 레전드 챔피언스 서머 2013 16강
- 기가바이트 나이스게임TV 리그 오브 레전드 배틀 서머 2013 8강
- 판도라TV 리그 오브 레전드 챔피언스 윈터 2013-2014 16강
- ZOTAC 나이스게임TV 리그 오브 레전드 배틀 윈터 2013-2014 12강
- 빅파일 나이스게임TV 리그 오브 레전드 배틀 스프링 2014 12강
- 핫식스 리그 오브 레전드 챔피언스 서머 2014 8강
- 아이티엔조이 나이스게임TV 리그 오브 레전드 배틀 서머 2014 4위

#### 진에어 그린윙스 팰컨스
- IEM 시즌 7 쾰른 한국대표선발전 우승
- IEM 시즌 7 쾰른 우승
- IEM 시즌 7 카토비체 한국대표 선발전 4위
- IEM 시즌 7 상파울루 한국대표 선발전 준우승
- MLG 2013 윈터 시즌 챔피언십 한국대표 선발전 준우승
- IEM 시즌 7 월드 챔피언십 4강
- 기가바이트 스타스 워 리그 시즌 2 12강
- 2013년 실내 무도 아시안 게임 한국대표 선발전 8강
- 올림푸스 리그 오브 레전드 챔피언스 스프링 2013 8강
- 이엠텍 나이스게임TV 리그 오브 레전드 배틀 스프링 2013 4위
- 핫식스 리그 오브 레전드 챔피언스 서머 2013 8강
- 기가바이트 나이스게임TV 리그 오브 레전드 배틀 서머 2013 4위
- 판도라TV 리그 오브 레전드 챔피언스 윈터 2013-2014 16강
- ZOTAC 나이스게임TV 리그 오브 레전드 배틀 윈터 2013-2014 8강
- 빅파일 나이스게임TV 리그 오브 레전드 배틀 스프링 2014 12강
- 아이티엔조이 나이스게임TV 리그 오브 레전드 배틀 서머 2014 8강

#### 진에어 그린윙스
- 스베누 리그 오브 레전드 챔피언스 코리아 스프링 2015 4위
- 스베누 리그 오브 레전드 챔피언스 코리아 서머 2015 6위
- 네네치킨 리그 오브 레전드 챌린저스 코리아 서머 2015 리그 2 우승
- 네이버 2015 LoL KeSPA컵 8강
- 롯데 꼬깔콘 리그 오브 레전드 챔피언스 코리아 스프링 2016 4위
- 코카콜라 제로 리그 오브 레전드 챔피언스 코리아 서머 2016 7위
- 2016 LoL KeSPA컵 8강
- 리그 오브 레전드 챔피언스 코리아 스프링 2017 9위
- 리그 오브 레전드 챔피언스 코리아 서머 2017 6위
- 2017 LoL KeSPA컵 8강
- 리그 오브 레전드 챔피언스 코리아 스프링 2018 7위
- 리그 오브 레전드 챔피언스 코리아 서머 2018 8위
- 2018 LoL KeSPA컵 16강
- 스무살우리 리그 오브 레전드 챔피언스 코리아 스프링 2019 10위
- 우리은행 리그 오브 레전드 챔피언스 코리아 서머 2019 10위
- 리그 오브 레전드 챌린저스 코리아 스프링 2020 7위
- 리그 오브 레전드 챌린저스 코리아 서머 2020 정규리그 1위
- 리그 오브 레전드 챌린저스 코리아 서머 2020 준우승

## 역대 팀 감독
스타크래프트, 스타크래프트 II
- 1대 감독 : 주훈 (재임 기간 : 2011년 11월 ~ 2012년 5월)
  - 임시 : 한상용 (재임기간 : 2012년 5월 ~ 2013년 7월)[3]
- 2대 감독 : 차지훈(재임기간 : 2013년 12월 13일 ~ 2020년 11월 30일)

리그 오브 레전드
- 1대 감독 : 한상용 (재임기간 : 2013년 12월 13일 ~ 2019년 10월 25일)
- 2대 감독 : 차지훈 (재임기간 : 2019년 11월 19일 ~ 2020년 11월 17일)

## 역대 팀 명칭
스타크래프트
- 제8프로게임단(8게임단) → 진에어 그린윙스

리그 오브 레전드
- ahq Korea → 훈수좋은날(HGD) → 진에어 그린윙스 스텔스 → 진에어 그린윙스 (1팀 통합)
- Eat Sleep Gaming(ESG) → Eat Sleep Gaming → 진에어 그린윙스 팰컨스 → 진에어 그린윙스 (1팀 통합)

## 주요 종목
- 스타크래프트 II
- 리그 오브 레전드

## 우승 기록

### 스타크래프트 II
- SK텔레콤 스타크래프트 II 프로리그 2014 2라운드
- SK텔레콤 스타크래프트 II 프로리그 2014 4라운드
- SK텔레콤 스타크래프트 II 프로리그 2016 2라운드
- SK텔레콤 스타크래프트 II 프로리그 2016 3라운드
- SK텔레콤 스타크래프트 II 프로리그 2016

### 리그 오브 레전드
- 네네치킨 리그 오브 레전드 챌린저스 코리아 서머 2015 리그 2
- IEM 시즌 7 쾰른